# Línea 232 (Interurbanos Madrid)
La línea 232 de la red de autobuses interurbanos de Madrid une Alcalá de Henares con Torres de la Alameda.

## Características
Esta línea une Alcalá de Henares con Torres de la Alameda en aproximadamente 25 minutos.
Algunas expediciones parten del centro penitenciario Alcalá-Meco, algunas amplían su recorrido hasta Villalbilla por Valverde de Alcalá y sólo los sábados laborables, domingos y festivos algunas expediciones amplían su recorrido a las urbanizaciones El Viso, Zulema y Peñas Albas de Villalbilla en sentido Alcalá de Henares.
Sirve de complemento a la línea 231 que sólo opera de lunes a viernes laborables. La diferencia entre ambas es que la línea 232 sólo presta servicio en las urbanizaciones en sentido Alcalá de Henares y sólo en algunas expediciones. Las expediciones hacia Torres de la Alameda realizarán parada en la Urbanización Los Hueros únicamente.
Al contrario de lo que indican los horarios oficiales del CRTM, la línea no pasa por la Urbanización Zulema en las expediciones de ida, siendo necesario llegar hasta Torres de la Alameda y entrar en la urbanización con una expedición de vuelta a Alcalá de Henares.
Siguiendo la numeración de líneas del CRTM, las líneas que circulan por el corredor 2 son aquellas que dan servicio a los municipios situados en torno a la A-2 y comienzan con un 2. Aquellas numeradas dentro de la decena 230 corresponden a aquellas que circulan entre Alcalá de Henares y las urbanizaciones de Villalbilla y Torres de la Alameda.
La línea mantiene los mismos horarios todo el año, exceptuando los servicios que se realizan en días lectivos que se suprimen los días no lectivos, en navidades y verano, además de los días excepcionales vísperas de festivo y festivos de Navidad en los que los horarios también cambian y se reducen.
Está operada por la empresa ALSA mediante la concesión administrativa VCM-203 - Madrid - Paracuellos de Jarama - Valdeavero (Viajeros Comunidad de Madrid) del Consorcio Regional de Transportes de Madrid.

### Sublíneas
Aquí se recogen todas las distintas sublíneas que ha tenido la línea 232. La denominación de sublíneas que utiliza el CRTM es la siguiente:
- Número de línea (232)
- Sentido de circulación (1 ida, 2 vuelta)
- Número de sublínea

Por ejemplo, la sublínea 232106 corresponde a la línea 232, sentido 1 (ida) y el número 06 de numeración de sublíneas creadas hasta la fecha.
| Ida    | Ruta                          | Itinerario                                           | Vuelta | Ruta                              | Itinerario                                                    |
| 232101 | -                             | Alcalá - Torres                                      | 232201 | -                                 | Torres - Alcalá                                               |
| 232102 | No existe la ruta "z" de ida  | No existe la ruta "z" de ida                         | 232202 | z                                 | Torres - Alcalá, por Zulema                                   |
| 232103 | val                           | Alcalá - Torres - Villalbilla, por Valverde          | 232203 | val                               | Villalbilla - Torres - Alcalá, por Valverde                   |
| 232104 | No existe la ruta "hz" de ida | No existe la ruta "hz" de ida                        | 232204 | hz                                | Torres - Alcalá - Centro Penitenciario, por Zulema y Hospital |
| 232105 | hc                            | Centro Penitenciario - Alcalá - Torres, por Hospital | 232205 | hc                                | Torres - Alcalá - Centro Penitenciario, por Hospital          |
| 232106 | cpa                           | Centro Penitenciario - Alcalá, por Hospital          | 232206 | No existe la ruta "cpa" de vuelta | No existe la ruta "cpa" de vuelta                             |

## Horarios
Los horarios que no sean cabecera son aproximados.
| Lunes a viernes laborables               |                                          |                                          |                                          |                                          |                                          |                                          |                                          |                                          |                                          |                                          |                                          |                                          |
| Alcalá de Henares > Torres de la Alameda | Alcalá de Henares > Torres de la Alameda | Alcalá de Henares > Torres de la Alameda | Alcalá de Henares > Torres de la Alameda | Alcalá de Henares > Torres de la Alameda | Alcalá de Henares > Torres de la Alameda | Torres de la Alameda > Alcalá de Henares | Torres de la Alameda > Alcalá de Henares | Torres de la Alameda > Alcalá de Henares | Torres de la Alameda > Alcalá de Henares | Torres de la Alameda > Alcalá de Henares | Torres de la Alameda > Alcalá de Henares | Torres de la Alameda > Alcalá de Henares |
| Prisión Alcalá                           | Alcalá                                   | Los Hueros                               | Torres                                   | Valverde                                 | Villalbilla                              | Villalbilla                              | Valverde                                 | Torres                                   | Zulema                                   | Los Hueros                               | Alcalá                                   | Prisión Alcalá                           |
|                                          | 06:10                                    | 06:25                                    | 06:30                                    |                                          |                                          |                                          |                                          | 06:40                                    | →                                        | 06:45                                    | 07:05                                    |                                          |
| 06:30                                    | 06:45                                    | 06:50                                    | 07:10                                    | →                                        | 07:15                                    | 07:35                                    |                                          |                                          |                                          |                                          |                                          |                                          |
| 07:20                                    | 07:35                                    | 07:40                                    | 08:00                                    | →                                        | 08:05                                    | 08:25                                    |                                          |                                          |                                          |                                          |                                          |                                          |
| 07:50                                    | 08:05                                    | 08:10                                    | 08:30                                    | →                                        | 08:35                                    | 08:55                                    |                                          |                                          |                                          |                                          |                                          |                                          |
| 08:30                                    | 08:45                                    | 08:50                                    | 09:00                                    | →                                        | 09:05                                    | 09:25                                    | 09:40                                    |                                          |                                          |                                          |                                          |                                          |
| 09:00                                    | 09:15                                    | 09:20                                    | 09:30                                    | 09:40                                    | 09:15                                    | →                                        | 09:20                                    | 09:40                                    |                                          |                                          |                                          |                                          |
| 09:45                                    | 10:00                                    | 10:10                                    |                                          |                                          | 09:40                                    | 09:50                                    | 10:00                                    | →                                        | 10:05                                    | 10:25                                    |                                          |                                          |
| 09:50                                    | 10:05                                    |                                          |                                          |                                          |                                          |                                          |                                          | 10:25                                    | →                                        | 10:30                                    | 10:50                                    |                                          |
|                                          | 10:15                                    | 10:30                                    | 10:35                                    |                                          |                                          | 10:55                                    | →                                        | 11:00                                    | 11:20                                    | 11:35                                    |                                          |                                          |
| 10:30                                    | 10:45                                    | 10:50                                    | 11:15                                    | →                                        | 11:20                                    | 11:40                                    |                                          |                                          |                                          |                                          |                                          |                                          |
| 11:00                                    | 11:15                                    | 11:20                                    | 11:40                                    | →                                        | 11:45                                    | 12:05                                    | 12:20                                    |                                          |                                          |                                          |                                          |                                          |
| 11:10                                    | 11:25                                    | 11:30                                    | 11:40                                    | 11:50                                    | 11:50                                    | 12:00                                    | 12:10                                    | →                                        | 12:15                                    | 12:35                                    |                                          |                                          |
| 11:45                                    | 12:00                                    |                                          |                                          |                                          |                                          |                                          |                                          | 12:35                                    | →                                        | 12:40                                    | 13:00                                    |                                          |
|                                          | 11:55                                    | 12:10                                    | 12:15                                    |                                          |                                          | 13:20                                    | →                                        | 13:25                                    | 13:45                                    |                                          |                                          |                                          |
| 12:30                                    | 12:45                                    |                                          |                                          |                                          |                                          | 13:50                                    | →                                        | 13:55                                    | 14:15                                    | 14:30                                    |                                          |                                          |
|                                          | 12:40                                    | 12:55                                    | 13:00                                    |                                          |                                          | 14:00                                    | 14:10                                    | 14:20                                    | →                                        | 14:25                                    | 14:45                                    |                                          |
| 13:00                                    | 13:15                                    | 13:30                                    | 13:35                                    |                                          |                                          | 14:50                                    | →                                        | 14:55                                    | 15:15                                    |                                          |                                          |                                          |
|                                          | 13:20                                    | 13:35                                    | 13:40                                    | 13:50                                    | 14:00                                    | 15:20                                    | →                                        | 15:25                                    | 15:45                                    |                                          |                                          |                                          |
| 14:00                                    | 14:15                                    | 14:20                                    |                                          |                                          | 16:05                                    | 16:15                                    | 16:25                                    | →                                        | 16:30                                    | 16:50                                    |                                          |                                          |
| 14:25                                    | 14:40                                    | 14:45                                    |                                          |                                          | 16:45                                    | →                                        | 16:50                                    | 17:10                                    |                                          |                                          |                                          |                                          |
| 14:20                                    | 14:35                                    | 14:50                                    | 14:55                                    | 17:35                                    | →                                        | 17:40                                    | 18:00                                    |                                          |                                          |                                          |                                          |                                          |
|                                          | 15:20                                    | 15:35                                    | 15:40                                    | 15:50                                    | 16:00                                    | 18:15                                    | →                                        | 18:20                                    | 18:40                                    |                                          |                                          |                                          |
| 16:05                                    | 16:20                                    | 16:25                                    |                                          |                                          | 18:55                                    | 19:05                                    | 19:15                                    | →                                        | 19:20                                    | 19:40                                    |                                          |                                          |
| 16:55                                    | 17:10                                    | 17:15                                    |                                          |                                          | 19:40                                    | →                                        | 19:45                                    | 20:05                                    |                                          |                                          |                                          |                                          |
| 17:35                                    | 17:50                                    | 17:55                                    | 20:25                                    | →                                        | 20:30                                    | 20:50                                    |                                          |                                          |                                          |                                          |                                          |                                          |
| 18:15                                    | 18:30                                    | 18:35                                    | 18:45                                    | 18:55                                    | 21:10                                    | 21:20                                    | 21:30                                    | →                                        | 21:35                                    | 21:55                                    |                                          |                                          |
| 19:00                                    | 19:15                                    | 19:20                                    |                                          |                                          |                                          |                                          | 21:55                                    | →                                        | 22:00                                    | 22:20                                    |                                          |                                          |
| 19:45                                    | 20:00                                    | 20:05                                    | 22:40                                    | →                                        | 22:45                                    | 23:05                                    |                                          |                                          |                                          |                                          |                                          |                                          |
| 20:30                                    | 20:45                                    | 20:50                                    | 21:00                                    | 21:10                                    | 23:20                                    | 23:30                                    | 23:40                                    | →                                        | 23:45                                    | 00:05                                    |                                          |                                          |
| 21:15                                    | 21:30                                    | 21:35                                    |                                          |                                          |                                          |                                          | 23:50                                    | →                                        | 23:55                                    | 00:15                                    |                                          |                                          |
| 22:00                                    | 22:15                                    | 22:20                                    |                                          |                                          |                                          |                                          |                                          |                                          |                                          |                                          |                                          |                                          |
| 22:45                                    | 23:00                                    | 23:05                                    | 23:15                                    | 23:25                                    |                                          |                                          |                                          |                                          |                                          |                                          |                                          |                                          |
| 23:20                                    | 23:35                                    | 23:40                                    |                                          |                                          |                                          |                                          |                                          |                                          |                                          |                                          |                                          |                                          |
| Noches de viernes y vísperas de festivo  |                                          |                                          |                                          |                                          |                                          |                                          |                                          |                                          |                                          |                                          |                                          |                                          |
| Prisión Alcalá                           | Alcalá                                   | Los Hueros                               | Torres                                   | Valverde                                 | Villalbilla                              | Villalbilla                              | Valverde                                 | Torres                                   | Zulema                                   | Los Hueros                               | Alcalá                                   | Prisión Alcalá                           |
|                                          | 00:00                                    | 00:15                                    | 00:20                                    |                                          |                                          |                                          |                                          | 00:20                                    | →                                        | 00:25                                    | 00:45                                    |                                          |
| 01:30                                    | 01:45                                    | 01:50                                    | 01:50                                    | →                                        | 01:55                                    | 02:15                                    |                                          |                                          |                                          |                                          |                                          |                                          |
| 02:45                                    | 03:00                                    | 03:05                                    | 03:20                                    | →                                        | 03:25                                    | 03:45                                    |                                          |                                          |                                          |                                          |                                          |                                          |
| Todo el año                              |                                          |                                          |                                          |                                          |                                          |                                          |                                          |                                          |                                          |                                          |                                          |                                          |
| Sábados laborables                       |                                          |                                          |                                          |                                          |                                          |                                          |                                          |                                          |                                          |                                          |                                          |                                          |
| Alcalá de Henares > Torres de la Alameda | Alcalá de Henares > Torres de la Alameda | Alcalá de Henares > Torres de la Alameda | Alcalá de Henares > Torres de la Alameda | Alcalá de Henares > Torres de la Alameda | Alcalá de Henares > Torres de la Alameda | Torres de la Alameda > Alcalá de Henares | Torres de la Alameda > Alcalá de Henares | Torres de la Alameda > Alcalá de Henares | Torres de la Alameda > Alcalá de Henares | Torres de la Alameda > Alcalá de Henares | Torres de la Alameda > Alcalá de Henares | Torres de la Alameda > Alcalá de Henares |
| Prisión Alcalá                           | Alcalá                                   | Los Hueros                               | Torres                                   | Valverde                                 | Villalbilla                              | Villalbilla                              | Valverde                                 | Torres                                   | Zulema                                   | Los Hueros                               | Alcalá                                   | Prisión Alcalá                           |
|                                          | 07:00                                    | 07:15                                    | 07:20                                    |                                          |                                          |                                          |                                          | 07:27                                    | 07:38                                    | 07:51                                    | 08:12                                    |                                          |
| 08:00                                    | 08:15                                    | 08:20                                    | 08:30                                    | 08:40                                    | 08:40                                    | 08:50                                    | 09:00                                    | →                                        | 09:05                                    | 09:25                                    |                                          |                                          |
| 08:32                                    | 08:47                                    | 08:52                                    |                                          |                                          |                                          |                                          | 09:00                                    | 09:11                                    | 09:24                                    | 09:45                                    |                                          |                                          |
| 09:35                                    | 09:50                                    | 09:55                                    | 10:05                                    | 10:15                                    | 10:31                                    | 10:42                                    | 10:55                                    | 11:16                                    | 11:31                                    |                                          |                                          |                                          |
| 10:04                                    | 10:19                                    | 10:24                                    |                                          |                                          | 10:15                                    | 10:25                                    | 10:35                                    | →                                        | 10:40                                    | 11:00                                    |                                          |                                          |
| 11:20                                    | 11:35                                    |                                          |                                          |                                          |                                          | 12:10                                    | 12:20                                    | 12:30                                    | →                                        | 12:35                                    | 12:55                                    |                                          |
|                                          | 11:35                                    | 11:50                                    | 11:55                                    | 12:05                                    | 12:15                                    |                                          |                                          | 12:37                                    | 12:48                                    | 13:01                                    | 13:22                                    |                                          |
| 12:10                                    | 12:25                                    | 12:30                                    |                                          |                                          | 13:52                                    | 14:03                                    | 14:16                                    | 14:37                                    |                                          |                                          |                                          |                                          |
| 13:25                                    | 13:40                                    | 13:45                                    | 15:12                                    | 15:23                                    | 15:36                                    | 15:57                                    |                                          |                                          |                                          |                                          |                                          |                                          |
| 14:45                                    | 15:00                                    | 15:05                                    | 16:44                                    | 16:55                                    | 17:08                                    | 17:29                                    |                                          |                                          |                                          |                                          |                                          |                                          |
| 16:17                                    | 16:32                                    | 16:37                                    | 17:30                                    | 17:40                                    | 17:50                                    | →                                        | 17:55                                    | 18:15                                    |                                          |                                          |                                          |                                          |
| 16:45                                    | 17:00                                    | 17:05                                    | 17:15                                    | 17:25                                    |                                          |                                          | 18:17                                    | 18:28                                    | 18:41                                    | 19:02                                    |                                          |                                          |
| 17:50                                    | 18:05                                    | 18:10                                    |                                          |                                          | 19:47                                    | 19:58                                    | 20:11                                    | 20:32                                    |                                          |                                          |                                          |                                          |
| 19:00                                    | 19:15                                    | 19:20                                    | 19:30                                    | 19:40                                    | 20:00                                    | 20:10                                    | 20:20                                    | →                                        | 20:25                                    | 20:45                                    |                                          |                                          |
| 19:20                                    | 19:35                                    | 19:40                                    |                                          |                                          |                                          |                                          | 21:20                                    | 21:31                                    | 21:44                                    | 22:05                                    |                                          |                                          |
| 20:53                                    | 21:08                                    | 21:13                                    | 22:30                                    | 22:40                                    | 22:50                                    | →                                        | 22:55                                    | 23:15                                    |                                          |                                          |                                          |                                          |
| 21:45                                    | 22:00                                    | 22:05                                    | 22:15                                    | 22:25                                    |                                          |                                          | 22:50                                    | 23:01                                    | 23:14                                    | 23:35                                    |                                          |                                          |
| 22:25                                    | 22:40                                    | 22:45                                    |                                          |                                          | 00:20                                    | →                                        | 00:25                                    | 00:45                                    |                                          |                                          |                                          |                                          |
| 23:15                                    | 23:30                                    | 23:35                                    | 23:45                                    | 23:55                                    | 01:50                                    | →                                        | 01:55                                    | 02:15                                    |                                          |                                          |                                          |                                          |
| 00:00                                    | 00:15                                    | 00:20                                    |                                          |                                          | 03:20                                    | →                                        | 03:25                                    | 03:45                                    |                                          |                                          |                                          |                                          |
| 01:30                                    | 01:45                                    | 01:50                                    |                                          |                                          |                                          |                                          |                                          |                                          |                                          |                                          |                                          |                                          |
| 02:45                                    | 03:00                                    | 03:05                                    |                                          |                                          |                                          |                                          |                                          |                                          |                                          |                                          |                                          |                                          |
| Todo el año                              |                                          |                                          |                                          |                                          |                                          |                                          |                                          |                                          |                                          |                                          |                                          |                                          |
| Domingos y festivos                      |                                          |                                          |                                          |                                          |                                          |                                          |                                          |                                          |                                          |                                          |                                          |                                          |
| Alcalá de Henares > Torres de la Alameda | Alcalá de Henares > Torres de la Alameda | Alcalá de Henares > Torres de la Alameda | Alcalá de Henares > Torres de la Alameda | Alcalá de Henares > Torres de la Alameda | Alcalá de Henares > Torres de la Alameda | Torres de la Alameda > Alcalá de Henares | Torres de la Alameda > Alcalá de Henares | Torres de la Alameda > Alcalá de Henares | Torres de la Alameda > Alcalá de Henares | Torres de la Alameda > Alcalá de Henares | Torres de la Alameda > Alcalá de Henares | Torres de la Alameda > Alcalá de Henares |
| Prisión Alcalá                           | Alcalá                                   | Los Hueros                               | Torres                                   | Valverde                                 | Villalbilla                              | Villalbilla                              | Valverde                                 | Torres                                   | Zulema                                   | Los Hueros                               | Alcalá                                   | Prisión Alcalá                           |
|                                          | 09:00                                    | 09:15                                    | 09:20                                    |                                          |                                          |                                          |                                          | 09:27                                    | 09:38                                    | 08:51                                    | 10:12                                    | 10:27                                    |
| 09:30                                    | 09:45                                    | 09:50                                    | 10:00                                    | 10:10                                    | 10:10                                    | 10:20                                    | 10:30                                    | →                                        | 10:35                                    | 10:55                                    |                                          |                                          |
| 10:30                                    | 10:45                                    |                                          |                                          |                                          |                                          |                                          |                                          | 11:20                                    | 11:31                                    | 11:44                                    | 12:05                                    |                                          |
|                                          | 10:52                                    | 11:07                                    | 11:12                                    |                                          |                                          | 12:10                                    | 12:20                                    | 12:30                                    | →                                        | 12:35                                    | 12:55                                    |                                          |
| 11:30                                    | 11:45                                    | 11:50                                    | 12:00                                    | 12:10                                    |                                          |                                          | 12:52                                    | 13:03                                    | 13:16                                    | 13:37                                    |                                          |                                          |
| 12:25                                    | 12:40                                    | 12:45                                    |                                          |                                          | 14:15                                    | 14:25                                    | 14:35                                    | →                                        | 14:40                                    | 15:00                                    |                                          |                                          |
| 13:05                                    | 13:20                                    | 13:25                                    | 13:35                                    | 13:45                                    |                                          |                                          | 16:02                                    | 16:13                                    | 16:26                                    | 16:47                                    |                                          |                                          |
| 15:35                                    | 15:50                                    | 15:55                                    |                                          |                                          | 17:10                                    | 17:20                                    | 17:30                                    | →                                        | 17:35                                    | 17:55                                    |                                          |                                          |
| 16:30                                    | 16:45                                    | 16:50                                    | 17:00                                    | 17:10                                    |                                          |                                          | 17:57                                    | 18:08                                    | 18:21                                    | 18:42                                    |                                          |                                          |
| 17:30                                    | 17:45                                    | 17:50                                    |                                          |                                          | 19:30                                    | 19:41                                    | 19:54                                    | 20:10                                    |                                          |                                          |                                          |                                          |
| 18:45                                    | 19:00                                    | 19:05                                    | 19:15                                    | 19:15                                    | 19:25                                    | 19:35                                    | 19:45                                    | →                                        | 19:50                                    | 20:10                                    |                                          |                                          |
| 19:02                                    | 19:17                                    | 19:22                                    |                                          |                                          | 21:45                                    | 21:55                                    | 22:05                                    | →                                        | 22:10                                    | 22:30                                    |                                          |                                          |
| 20:45                                    | 21:00                                    | 21:05                                    | 21:15                                    | 21:25                                    |                                          |                                          | 21:55                                    | 22:06                                    | 22:19                                    | 22:40                                    |                                          |                                          |
| 21:30                                    | 21:45                                    | 21:50                                    |                                          |                                          |                                          |                                          |                                          |                                          |                                          |                                          |                                          |                                          |
| 23:00                                    | 23:15                                    | 23:20                                    | 23:30                                    | 23:40                                    |                                          |                                          |                                          |                                          |                                          |                                          |                                          |                                          |

1. 1 2 3 4 5 6  Desde/hasta el Centro Penitenciario, por Hospital Príncipe de Asturias
2. 1 2 3 4 5 6 7 8 9 10 11 12 13 14 15 16 17 18 19 20 21 22 23 24 25 26 27 28 29 30 31 32 33 34 35 36 37 38 39 40  Desde/hasta Villalbilla, por Valverde de Alcalá
3. 1 2 3 4 5  Desde el Centro Penitenciario, por Hospital Príncipe de Asturias, hasta Alcalá de Henares
4. ↑  Sólo días lectivos
5. 1 2 3 4 5 6 7  Sólo noches de viernes y vísperas de festivo
6. 1 2 3 4 5 6 7 8 9 10 11 12 13 14 15 16  Por la Urbanización Zulema
7. 1 2  Por la Urbanización Zulema, hasta el Centro Penitenciario, por Hospital Príncipe de Asturias

## Recorrido y paradas

### Sentido Torres de la Alameda
| Código                                                                                   | Zona | Localidad            | Denominación                                             | Ubicación                              | Líneas de la parada                              | Cercanías         |
| ---------------------------------------------------------------------------------------- | ---- | -------------------- | -------------------------------------------------------- | -------------------------------------- | ------------------------------------------------ | ----------------- |
| 11791                                                                                    |      | Alcalá de Henares    | Prisión de Alcalá Meco                                   | Prisión de Alcalá Meco S/Nº            | 232                                              |                   |
| 19153                                                                                    |      | Alcalá de Henares    | Hospital - Urgencias/Extracciones                        | Carretera de Meco km. 0,7              | 227 232 250 824 2                                |                   |
| 11790                                                                                    |      | Alcalá de Henares    | Universidad de Alcalá - Hospital                         | Carretera de Meco km. 0,6              | 227 232 250 824 2                                |                   |
| 07042                                                                                    |      | Alcalá de Henares    | Calle de Pedro Sarmiento de Gamboa - Calle Lope de Rueda | Calle de Pedro Sarmiento de Gamboa Nº7 | 232 250 2 3                                      |                   |
| 07045                                                                                    |      | Alcalá de Henares    | Calle Ferraz - Calle Goya                                | Calle Ferraz Nº4                       | 232 250 6 7                                      | Alcalá de Henares |
| 19419                                                                                    |      | Alcalá de Henares    | Vía Complutense - Calle de la Ribera                     | Vía Complutense Nº46                   | 223 231 232 251 252 254 255 FS2 N200 VAC-243     |                   |
| 12785                                                                                    |      | Alcalá de Henares    | Vía Complutense - Calle Tuy                              | Vía Complutense Nº78                   | 223 231 232 251 252 254 255 824 FS2 N200 N202 11 |                   |
| 12783                                                                                    |      | Alcalá de Henares    | Vía Complutense - Calle Barrio Ledesma                   | Vía Complutense Nº118                  | 223231232251252254255824 FS2 N200N202 11         |                   |
| Sentido: Torres de la Alameda                                                            |      |                      |                                                          |                                        |                                                  |                   |
| Paradas realizadas por las expediciones que proceden del Centro Penitenciario            |      |                      |                                                          |                                        |                                                  |                   |
| 11791                                                                                    |      | Alcalá de Henares    | Prisión de Alcalá Meco                                   | Prisión de Alcalá Meco S/Nº            | 232                                              |                   |
| 15531                                                                                    |      | Alcalá de Henares    | Universidad de Alcalá - Politécnico                      | Carretera de Meco km. 1,1              | 227 232 824                                      |                   |
| 19153                                                                                    |      | Alcalá de Henares    | Hospital - Urgencias/Extracciones                        | Carretera de Meco km. 0,7              | 227 232 250 824 2                                |                   |
| 11790                                                                                    |      | Alcalá de Henares    | Universidad de Alcalá - Hospital                         | Carretera de Meco km. 0,6              | 227 232 250 824 2                                |                   |
| 07064                                                                                    |      | Alcalá de Henares    | Avenida de Meco - Club Hípico                            | Avenida de Meco Nº16                   | 232 824 1A 2 3                                   |                   |
| Paradas del itinerario normal                                                            |      |                      |                                                          |                                        |                                                  |                   |
| 12782                                                                                    |      | Alcalá de Henares    | Vía Complutense - Calle Barrio Ledesma                   | Vía Complutense Nº111                  | 223 231 232 251 252 254 255 824 FS2 N200 N202 11 |                   |
| 12784                                                                                    |      | Alcalá de Henares    | Vía Complutense - Calle Tuy                              | Vía Complutense Nº103                  | 223 231 232 251 252 254 255 824 FS2 N200 N202 11 |                   |
| 19416                                                                                    |      | Alcalá de Henares    | Vía Complutense - Calle de Brihuega                      | Vía Complutense Nº51                   | 223 231 232 251 252 254 255 FS2 N200 N202        |                   |
| 06968                                                                                    |      | Alcalá de Henares    | Calle Ronda Fiscal - Paseo de Las Moreras                | Calle Ronda Fiscal Nº2                 | 229 231 232 1A 7 10                              |                   |
| 12415                                                                                    |      | Alcalá de Henares    | Paseo de Pastrana - Calle del Río Ter                    | Paseo de Pastrana Nº2                  | 231 232 260 271 272 275 320 N200                 |                   |
| 10076                                                                                    |      | Alcalá de Henares    | Carretera M-300 - Cementerio Jardín                      | M-300 km. 25,2                         | 231 232 7                                        |                   |
| 08998                                                                                    |      | Villalbilla          | Carretera M-300 - El Gurugú                              | M-300 km. 22,8                         | 231 232 260 320 N200                             |                   |
| 11497                                                                                    |      | Villalbilla          | Calle Mayor - Urbanización La Alcazaba                   | Calle Mayor Nº53                       | 232 320                                          |                   |
| 09671                                                                                    |      | Villalbilla          | Urbanización Los Hueros - Calle Mayor                    | Calle Mayor Nº21                       | 232 320                                          |                   |
| Paradas realizadas por las expediciones que continúan a Valverde de Alcalá y Villalbilla |      |                      |                                                          |                                        |                                                  |                   |
| 09004                                                                                    |      | Torres de la Alameda | Calle de la Alameda - Calle de los Baños                 | Calle de la Alameda Nº7                | 232 260                                          |                   |
| 07308                                                                                    |      | Valverde de Alcalá   | Valverde de Alcalá - Carretera de Torres                 | M-225 km. 10,8                         | 232 260                                          |                   |
| 09444                                                                                    |      | Villalbilla          | Villalbilla - Plaza del Quiosco                          | Calle de Alcalá Nº12                   | 232271 272                                       |                   |
| Paradas del itinerario normal                                                            |      |                      |                                                          |                                        |                                                  |                   |
| 09667                                                                                    |      | Torres de la Alameda | Calle de Madrid - Calle Real                             | Calle de Madrid Nº2                    | 232 320                                          |                   |
| 10836                                                                                    |      | Torres de la Alameda | Paseo de los Pozos - Calle de la Concepción              | Paseo de los Pozos Nº9B                | 232 261                                          |                   |
| 16313                                                                                    |      | Torres de la Alameda | Paseo de los Pozos - Calle de Antonio Machado            | Paseo de los Pozos Nº17                | 232 261                                          |                   |
| 09003                                                                                    |      | Torres de la Alameda | Ronda de Santa Susana - Calle Mayor                      | Ronda de Santa Susana Nº1              | 232 261                                          |                   |
| 15708                                                                                    |      | Torres de la Alameda | Calle Mayor - Calle de los Sauces                        | Calle Mayor Nº19                       | 232261                                           |                   |

1. 1 2 3 4 5 6 7 8 9 10 11 12 13  Sólo permite el descenso de viajeros

### Sentido Alcalá de Henares
| Código                                                                                     | Zona | Localidad            | Denominación                                                                  | Ubicación                                        | Líneas de la parada                              | Cercanías         |
| ------------------------------------------------------------------------------------------ | ---- | -------------------- | ----------------------------------------------------------------------------- | ------------------------------------------------ | ------------------------------------------------ | ----------------- |
| Paradas realizadas por las expediciones que proceden de Villalbilla por Valverde de Alcalá |      |                      |                                                                               |                                                  |                                                  |                   |
| 08994                                                                                      |      | Villalbilla          | Villalbilla - Plaza del Quiosco                                               | Calle de Mondéjar Nº28                           | 232 271 272 N200                                 |                   |
| 09350                                                                                      |      | Valverde de Alcalá   | Valverde de Alcalá - Carretera de Torres                                      | M-225 km. 10,8                                   | 232 260                                          |                   |
| 09668                                                                                      |      | Torres de la Alameda | Calle de Madrid - Calle Real                                                  | Calle de Madrid Nº1                              | 232 320                                          |                   |
| Paradas del itinerario normal                                                              |      |                      |                                                                               |                                                  |                                                  |                   |
| 15707                                                                                      |      | Torres de la Alameda | Calle Mayor - Calle Rubens                                                    | Calle Mayor Nº19                                 | 232 261                                          |                   |
| 12678                                                                                      |      | Torres de la Alameda | Ronda de Santa Susana - Calle Mayor                                           | Ronda de Santa Susana Nº3                        | 232 261                                          |                   |
| 16314                                                                                      |      | Torres de la Alameda | Paseo de los Pozos - Calle del Viento                                         | Paseo de los Pozos Nº27                          | 232 261                                          |                   |
| 09666                                                                                      |      | Torres de la Alameda | Paseo de los Pozos - Calle de Madrid                                          | Paseo de los Pozos Nº5                           | 232 261                                          |                   |
| 09668                                                                                      |      | Torres de la Alameda | Calle de Madrid - Calle Real                                                  | Calle de Madrid Nº1                              | 232 320                                          |                   |
| Paradas realizadas por las expediciones que pasan por la Urbanización Zulema               |      |                      |                                                                               |                                                  |                                                  |                   |
| 12047                                                                                      |      | Torres de la Alameda | Carretera M-300 - Urbanización Mariblanca                                     | M-300 km. 17,4                                   | 231 232                                          |                   |
| 18524                                                                                      |      | Villalbilla          | Avenida de los Antiguos Baños de la Isabela - Plaza de Gabriel García Márquez | Avenida de los Antiguos Baños de la Isabela Nº42 | 232                                              |                   |
| 18525                                                                                      |      | Villalbilla          | Calle de los Baños de Sacedón - Calle de Miguel de Unamuno                    | Calle de Dámaso Alonso Nº38                      | 232                                              |                   |
| 18526                                                                                      |      | Villalbilla          | Calle de los Baños de Sacedón - Urbanización El Viso                          | Calle de los Baños de Sacedón Nº16               | 231 232                                          |                   |
| 09672                                                                                      |      | Villalbilla          | Calle Mallorca - Camino de San Juan del Viso                                  | Calle Mallorca Nº1                               | 231 232                                          |                   |
| 20703                                                                                      |      | Villalbilla          | Avenida de Madrid - Centro de Salud                                           | Avenida de Madrid Nº1                            | 231 232 N200                                     |                   |
| 09673                                                                                      |      | Villalbilla          | Avenida de Madrid - Calle Lanzarote                                           | Avenida de Madrid S/Nº                           | 231 232 N200                                     |                   |
| 20706                                                                                      |      | Villalbilla          | Avenida de Madrid - Centro de Salud                                           | Avenida de Madrid Nº1                            | 231 232 N200                                     |                   |
| 09675                                                                                      |      | Villalbilla          | Avenida de Soria - Urbanización Zulema                                        | Calle de Barcelona Nº2                           | 231 232                                          |                   |
| 11502                                                                                      |      | Villalbilla          | Avenida Dinamarca - Urbanización Peñas Albas                                  | Avenida Dinamarca Nº6                            | 231 232                                          |                   |
| 11500                                                                                      |      | Villalbilla          | Avenida de España - Centro Comercial                                          | Avenida de España Nº1                            | 231 232                                          |                   |
| 11499                                                                                      |      | Villalbilla          | Calle Escocia - Calle de Alemania                                             | Calle Escocia Nº60                               | 231 232                                          |                   |
| 17498                                                                                      |      | Villalbilla          | Carretera M-300 - Plaza de Rubén Darío                                        | M-300 km. 19,6                                   | 231 232 N200                                     |                   |
| 17217                                                                                      |      | Villalbilla          | Urbanización Los Hueros - Calle de Juan Eusebio López Soldado                 | Calle de Juan Eusebio López Soldado Nº9          | 232                                              |                   |
| Paradas del itinerario normal                                                              |      |                      |                                                                               |                                                  |                                                  |                   |
| 07395                                                                                      |      | Villalbilla          | Urbanización Los Hueros - Calle Mayor                                         | Calle Mayor Nº10                                 | 232 320                                          |                   |
| 11496                                                                                      |      | Villalbilla          | Calle Mayor - Urbanización La Alcazaba                                        | Calle Mayor Nº53                                 | 232 320                                          |                   |
| 08999                                                                                      |      | Villalbilla          | Carretera M-300 - El Gurugú                                                   | M-300 km. 23,8                                   | 231 232 260 271 272 320 N200                     |                   |
| 18593                                                                                      |      | Alcalá de Henares    | Carretera M-300 - Cementerio Jardín                                           | M-300 km. 23                                     | 231 232                                          |                   |
| 12416                                                                                      |      | Alcalá de Henares    | Paseo de Pastrana - Calle de Bolarque                                         | Paseo de Pastrana Nº34                           | 231 232 260 271 272 320 N200                     |                   |
| 06967                                                                                      |      | Alcalá de Henares    | Calle Ronda Fiscal - Paseo de Las Moreras                                     | Calle Ronda Fiscal Nº2                           | 229 231 232 1B 7 10                              |                   |
| 19174                                                                                      |      | Alcalá de Henares    | Paseo de la Alameda - Avenida de Lope de Figueroa                             | Paseo de la Alameda Nº21                         | 231 232 6                                        |                   |
| Paradas realizadas por las expediciones que continúan al Centro Penitenciario              |      |                      |                                                                               |                                                  |                                                  |                   |
| 07026                                                                                      |      | Alcalá de Henares    | Avenida de Guadalajara - Calle de Brihuega                                    | Avenida de Guadalajara Nº3                       | 231 232 271 272 275 6 7 8                        |                   |
| 07022                                                                                      |      | Alcalá de Henares    | Paseo de la Estación - Calle Zuloaga                                          | Paseo de la Estación Nº10                        | 231 232 271 2 5 8 10                             | Alcalá de Henares |
| 07043                                                                                      |      | Alcalá de Henares    | Calle de Pedro Sarmiento de Gamboa - Calle Lope de Rueda                      | Calle de Pedro Sarmiento de Gamboa Nº11          | 232 250 2 3                                      |                   |
| 11789                                                                                      |      | Alcalá de Henares    | Universidad de Alcalá - Hospital                                              | Carretera de Meco km. 0,6                        | 227 232 250 824 2                                |                   |
| 19154                                                                                      |      | Alcalá de Henares    | Hospital - Urgencias/Extracciones                                             | Carretera de Meco km. 0,7                        | 227 232 250 824 2                                |                   |
| 11791                                                                                      |      | Alcalá de Henares    | Prisión de Alcalá Meco                                                        | Prisión de Alcalá Meco S/Nº                      | 232                                              |                   |
| Paradas del itinerario normal                                                              |      |                      |                                                                               |                                                  |                                                  |                   |
| 19419                                                                                      |      | Alcalá de Henares    | Vía Complutense - Calle de la Ribera                                          | Vía Complutense Nº46                             | 223 231 232 251 252 254 255 FS2 N200 VAC-243     |                   |
| 12785                                                                                      |      | Alcalá de Henares    | Vía Complutense - Calle Tuy                                                   | Vía Complutense Nº78                             | 223 231 232 251 252 254 255 824 FS2 N200 N202 11 |                   |
| 12783                                                                                      |      | Alcalá de Henares    | Vía Complutense - Calle Barrio Ledesma                                        | Vía Complutense Nº118                            | 223231232251252254255824 FS2 N200N202 11         |                   |

1. 1 2 3 4 5 6 7 8 9  Sólo permite el descenso de viajeros